# أذن القطة الصفراء
أذن القطة الصفراء (الاسم العلمي:Hypochaeris lutea) هي نوع من النباتات يتبع جنس أذن القطة من الفصيلة النجمية.